# Photinus van Sirmium
Photinus (overleden in 376) was een schrijver, vernieuwend kerkelijk denker en een populaire bisschop van Sirmium in Pannonia (het huidige Sremska Mitrovica in Servië) met een veelbewogen leven. Naar zijn naam te oordelen was Photinus vermoedelijk van Griekse afkomst (Φωτεινός Grieks: Foteinos)
Photinus verwierf vooral faam vanwege zijn typering van Jezus als mens van vlees en bloed. De naam Photinus werd dan ook later onder Augustinus synoniem voor afvalligen die stelden dat Christus niet God was, maar slechts een mens (photinianisme).

## Biografie
Photinus groeide op en studeerde in Ancyra, de toenmalige administratieve hoofdstad van het Romeinse Galatia, nu Ankara. Zoals elke ontwikkelde inwoner van het Romeinse rijk beheerste hij zowel het Grieks als het Latijn. Zijn leven en werk vielen in de regeerperiodes van drie opeenvolgende Romeinse keizers (Constantius II, Julianus de Afvallige en Valentinianus II), een periode met veel politieke en theologische onrust.

### Marcellus van Ancyra
Photinos werd al jong leerling en later diaken van bisschop Marcellus van Ancyra (285-374), uiteindelijk een fel tegenstander van het arianisme, in de vierde eeuw een belangrijke theologische stroming. Arianen hingen de stelling aan dat God uniek, onveranderlijk en een is. Christus kon dan ook nimmer God zijn volgens hun leer. Bisschop Marcellus werd verbannen door keizer Constantius II, die met de arianen sympathiseerde. Hij wist echter paus Julius I te overtuigen van zijn denkbeelden.

### Synodes
In 336 werd Marcellus als bisschop afgezet en veroordeeld vanwege ketterij. Als sabelliaan geloofde Marcellus namelijk ook niet in de drie-eenheid van de Vader, de Zoon en de Heilige Geest. Hij beschouwde deze drie niet als te onderscheiden personen in God, maar als drie modaliteiten of aspecten van God.
De synode van Antiochië (341) zette Marcellus nogmaals af en stelde het zogenaamde macrostichon op, een decreet dat de geloofsstellingen en bezwaren tegen de doctrines van Marcellus bevatte. Deze werd waarschijnlijk meer vanwege zijn anti-arianisme verdreven door de keizer, dan vanwege zijn sabellianisme, toen hij de leerstellingen van zijn leerling Photinus verdedigde in 345.
Op de synode van Arles in 353 en de anti-Niceaanse synode van Milaan in 355 werd Marcellus vanwege datzelfde anti-arianisme samen met Athanasius van Alexandrië veroordeeld. Hoewel het omstreden sabellianisme van Marcellus de verhouding tot Athanasius vertroebelde, accepteerde deze laatste de toelichting van de marcellianen op hun geloofsbelijdenis. De sabellianistische leer van Marcellus werd definitief veroordeeld op het tweede concilie van Constantinopel in 381.

### Benoeming tot bisschop van Sirmium
De synode of het concilie van Sardica (342/343) herbenoemde Marcellus daarom in 343 tot bisschop. Bij deze synode werd zijn leerling Photinus tevens benoemd tot bisschop van Sirmium, een belangrijke benoeming omdat keizer Constantius II (317-361), een ariaan, regelmatig in deze stad verbleef.

### Excommunicatie
Op de synodes van 345 en 347 werd Photinus echter geëxcommuniceerd. Hij bleef aan als bisschop vanwege zijn grote populariteit en invloed. Op de synode van Sirmium herhaalde Hilarius van Poitiers enkele ariaanse stellingen. Photinus richtte daarom een verzoekschrift aan keizer Constantius II. 
Op de volgense synode in Sirmium, waar hij ondanks zijn excommunicatie nog altijd de bisschoppelijke zetel bekleedde, werd Photinus formeel afgezet op beschuldiging van sabellianisme en adoptianisme na een conflict met de semi-ariaan Basilius van Ancyra. Photinus werd geanathemiseerd en verbannen.

### Eerste ballingschap
In ballingschap schreef Photinus verscheidene theologische werken en een verzoekschrift aan keizer Valentinianus I, die echter niet bewaard zijn gebleven. Ook onderhield hij een levendige correspondentie. Zo ontving Photinus in 362/3 een lovend schrijven van keizer Julianus de Afvallige, waarin Diodorus van Tarsus werd aangevallen, het hoofd van de theologische School van Antiochië. 

O Photinus, u lijkt in ieder geval vast te houden aan wat waarschijnlijk waar is, en u komt er zodoende het dichtst bij om gered te worden, omdat u gelooft dat hij die als een god wordt beschouwd nooit via de baarmoeder kan zijn gekomen. Maar Diodorus, een charlatan-priester van de Nazareners, duidelijk een scherpzinnig sofist van dat geloof, probeert die onzinnige theorie over de baarmoeder door kunstgrepen en trucs van jongleurs aan te prijzen.

De brief past in Julianus' streven de invloed van het christendom te beperken, zonder toepassing van geweld. Op deze brief baseert Ambrosiaster zijn latere stelling, dat Photinus wijs toeschijnt aan de wereldlijken, omdat hij Christus niet als God beschouwde op grond van het feit dat hij geboren was.
Onder keizer Julianus keerde bisschop Photinus terug naar zijn zetel in Sirmium. De keizer hoopte de klassieke Romeinse goden en hun eredienst weer te herstellen, en daartoe probeerde hij het priesterschap naar het christelijk voorbeeld te herorganiseren en moreel te verheffen. Aan bloedige vervolgingen wilde hij zich niet schuldig maken: liever bestreed hij het christendom door de innerlijke verdeeldheid aan te wakkeren. Daartoe riep hij verbannen ariaanse bisschoppen terug naar hun zetel. Julianus sneuvelde echter reeds op 26 juli 363 in de slag bij Ctesiphon.  

### Tweede ballingschap
Na een kort intermezzo onder de voormalige prefect van de pretoriaanse garde, Jovianus, werd Valentinianus I (321-375) keizer van het Romeinse rijk. Hij was een generaal die het christelijk geloof was toegedaan, en hij zond Photinus opnieuw in ballingschap, aldus de kerkvader Hiëronymus. Photinus vestigde zich in zijn geboortestreek Galatia in Klein-Azië, en zijn doctrine, het zogenaamde photinianisme, verdween ogenschijnlijk in het Westen. In zijn tweede ballingschap legde hij zich toe op het schrijverschap en op het verspreiden van zijn ideeën. Het merendeel van de werken van zijn hand is verloren gegaan. Photinus overleed rond 376.

## Nalatenschap
De hernieuwde ballingschap van Photinus betekende echter niet het einde van deze doctrines in het Romeinse Rijk zoals blijkt uit edicten van de respectievelijke keizers Valentinianus I, Gratianus (375-383) en Theodosius I (378-395) tegen de photinianen. Sporen van deze denkbeelden evenals van het monarchianisme werden tot ver in de zesde eeuw nog in het Oosten aangetroffen. Er zijn dan ook aanwijzingen dat deze diepgewortelde denkbeelden zelfs teruggaan tot in de derde eeuw in Rome.

## Reputatie
De naam Photinus ook wel Pohtinus, Photino of Fotinos betekent letterlijk 'verlichting' of 'lichtbrenger'. Tegenstanders hebben soms ironisch gesuggereerd dat de naam Scotinus, 'brenger van duisternis', passender was geweest. Volgens andere denkers is Photinus echter de zuivere belichaming van de afvalligen in de vierde eeuw. Ten tijde van kerkvader Augustinus (354-430) was de naam photinianisme inmiddels in zwang voor een ieder die de stelling aanhing dat Christus slechts een mens was. Geen van de contemporaine tegenstanders van bisschop Photinus durfde echter zo ver te gaan als hem te beschuldigen van het ontkennen van de maagdelijke geboorte of ontvangst van Maria. In de 6e eeuw durfde zelfs Vigilius van Thapsus deze stelling niet aan.

## Doctrines
Veel wetenschappers, waaronder R.P.C. Hanson, stellen dat de christologie van Photinus in lijn lag met de vroege doctrines van zijn leermeester bisschop Marcellus van Ancyra tussen 340-350. Anderen zijn de mening toegedaan dat hij zich ook liet inspireren in zijn monarchianisme door de theologie van Paulus van Samosata. De kerkhistoricus Socrates Scholasticus vergelijkt de geloofstellingen van Photinus met die van Sabellius, Paulus van Samosata en Marcellus. De denker Ambrosiaster en menig andere schrijver beschuldigde Photinus van het reduceren van Christus tot een man (mens), die geadopteerd werd door God. Ambrosiaster wijst er op dat de favoriete Bijbelverzen van Photinus waren:
- a. Timotheus 2:5
- b. Johannes 8:40

Photinus onderwees zijn eigen theologische systeem waarbinnen Jezus niet als goddelijk werd beschouwd. Ook predikte hij dat de Logos of het goddelijk woord niet bestond voor de conceptie van Jezus. Voor Photinus vormde de Logos simpelweg een aspect van de monotheïstische God. Vandaar ook zijn ontkenning van de pre-existentie van Jezus. Photinus beschouwde theofaniën of bewijsstellingen in het Oude Testament als bewijs voor het bestaan van de Heilige Vader Gods. Het beeld van de Zoon van God (of beter de Zoon van de Mensheid) was naar zijn mening een beeld dat voorafging aan de Oude der Dagen en daar volkomen los van stond. Daarbij vormde dit laatste beeld naar zijn mening slechts een voorspelling en geen bewijsstuk.

## Afbeeldingen
In de kerk van de heilige Maria van Blachernae in Istanbul is een portaal gewijd aan Photinus.

## Naamgenoot
Photinus van Sirmium dient niet verward te worden met de andere bisschop Photinus, te weten Photinus van Lyon, die heilig werd verklaard na zijn martelaarsdood.